# Ur-Rhein
Als Ur-Rhein bezeichnet man frühere Zustände im Verlauf des Rheins, besonders, bevor zu Beginn des aktuellen Eiszeitalters das Flusssystem des Rheins den für die heutige Situation entscheidenden Zuwachs aus dem Alpenraum erhielt.

## Verlauf und Einzugsgebiet
Bevor der absinkende Rhein-Grabenbruch die bereits zum Rhône-Tal ausgebrochene einstige Aare-Donau zu Beginn des Pleistozäns (vor rund 2,6 Millionen Jahren) nach Norden fließen und zum Rhein werden ließ, lagen die Quellen des Rheins nach heutiger Kenntnis wenig südwestlich des Kaiserstuhls bei Freiburg. Der wohl um 400 Kilometer lange Ur-Rhein war damit zunächst ein Fluss der Mittelgebirge wie die Weser oder die Maas und im heutigen Rheinhessen etwa 45 bis 60 Meter breit. Hier verlief er bis zu 20 Kilometer weiter westlich (das heutige Mainzer Rheinknie existierte noch nicht) und durchquerte dann ein Hügelland, das sich später zum Rheinischen Schiefergebirge herausheben sollte und den Rhein bis heute im Talweg des einstigen, noch gut erkennbaren Muldentals das schroffe Mittelrheintal einschneiden lässt. Seine Mündung lag im Bereich der Niederrheinischen Bucht. Die paläogeographische Situation ist südlich des Rheinischen Schiefergebirges noch wenig bekannt. Die Hypothese, dass es in Rheinhessen einen Abschnitt als Höhlenfluss gegeben habe, ist nicht mehr aktuell.

## Frühe Vorläufer
Vor rund 30 Millionen Jahren, in der Rupel-Stufe des Oligozän, erstreckte sich in den Grabenstrukturen des heutigen Oberrheingrabens und der Hessischen Senke eine Meeresstraße. Damit war auch dieses Gebiet noch nicht Teil des Einzugsgebietes. Die Oberläufe dieses noch kleineren Ur-Rheins verliefen im Bereich der heutigen unteren Lahn und der unteren Mosel. Die ältesten Vorläufer sind durch punktuell erhaltene Flusssedimente (Vallendarer Schotter) besonders entlang der Mosel nachweisbar.
Nachdem auch der Bereich der Hessischen Senken im Zuge der allmählich ansteigenden Mittelgebirgsschwelle landfest geworden war, wurde auch der größte Teil des Oberrheingrabens zum Einzugsgebiet des Ur-Rheins. Die anfangs sehr viel kürzeren Vorläufer von Main und Neckar bildeten zeitweise ein gemeinsames Nebenfluss-System, das oberhalb der Mündung der Nahe den Rhein erreichte.

## Spätere Entwicklungsstadien

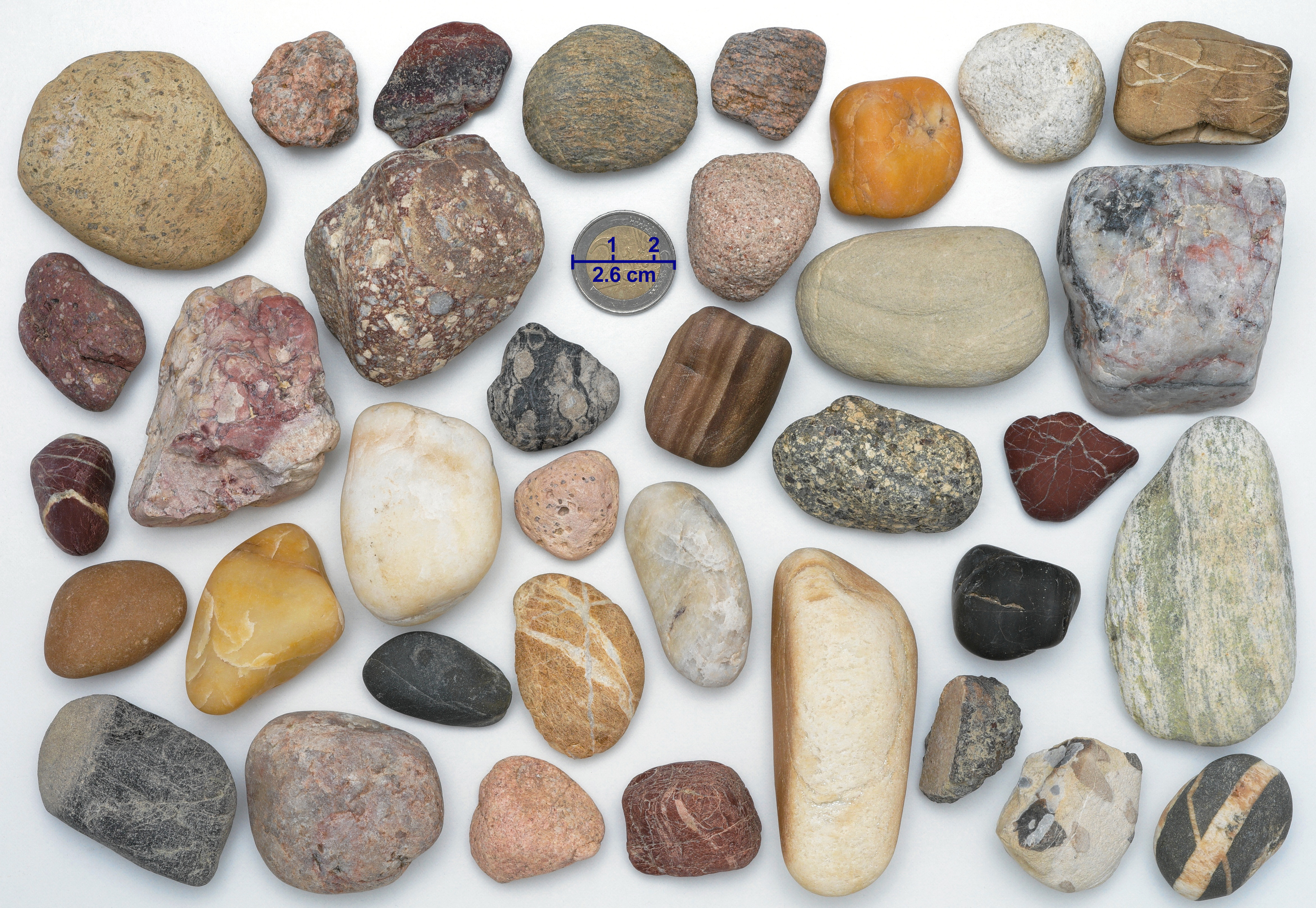
Auswahl an Geröllen aus Rheinschotter der Niederterrasse des Oberrheins, Fundort: Schertle-See bei Karlsruhe

Vor etwa 3 Millionen Jahren (gegen Ende des Pliozäns) war der frühere Oberlauf der Urdonau zum Doubs und zur Rhone ausgebrochen. Nicht sehr viel später, im Gelasium, brach dann dieser Sundgaustrom nach Norden zum Oberrheingraben durch. Nach diesem gewaltigen Zuwachs an Wassermenge fehlte allerdings noch immer der heutige Alpenrhein, der erst im mittleren Pleistozän vor etwa 450.000 Jahren seinen nördlichen Verlauf zur verbliebenen sogenannten Feldberg-Donau aufgab zugunsten eines gefällereicheren Abflussweges nach Westen zum Oberrhein über das heutige Hochrheintal. Dort folgte er im Wechsel kaltzeitlicher Aufschotterungs- und Erosionsphasen unterschiedlichen Fließwegen, so bis zur Riß-Kaltzeit der Klettgau-Rinne zwischen dem heutigen Schaffhausen und dem Lauffen bei Ettikon. Danach schnitt er sein heutiges, südlicher verlaufendes Tal ein. Seit der vorübergehenden Talverschüttung während der Würmkaltzeit findet er erst mit dem Rheinfall den Weg zurück in dieses oberhalb davon weiterhin von fluvioglazialen Schottern verfüllte Flussbett.
Die bis heute andauernde Absenkung des Oberrheingrabens bewirkt ein stärkeres Gefälle seiner Nebenflüsse, das sie auch rückschreitend in die benachbarten Fluss-Einzugsgebiete hineinerodieren lässt. Auf diese Weise wurden mehrere frühere aus dem Norden kommende Donau-Nebenflüsse nacheinander zum Main und zum Neckar hin umgelenkt (angezapft), was ihre heutigen charakteristischen Richtungswechsel erklärt. Auch die Mosel konnte so den alten Oberlauf der Maas zu ihrem eigenen machen. Zuletzt kappte die Wutach den Oberlauf der restlichen Donau im Südschwarzwald und führt seitdem auch sein Wasser dem Rhein zu.

## Fauna am Ur-Rhein
Am Ur-Rhein lebten vor zehn Millionen Jahren Elefanten sowie Nashörner (teilweise auch ohne Horn), krallenfüßige Huftiere, Tapire, dreizehige Ur-Pferde, kleinwüchsige Hirsche, Wald-Antilopen, Schweine, Bärenhunde (mit Merkmalen von Bären und Hunden), Katzenbären, Insektenfresser, Hyänen, Säbelzahnkatzen und Menschenaffen.